# Olios darlingi
Olios darlingi là một loài nhện trong họ Sparassidae.
Loài này thuộc chi Olios. Olios darlingi được Mary Agard Pocock miêu tả năm 1901.